# 糯米条
糯米条（学名：Abelia chinensis），也叫做糯米花、华六条木，是忍冬科六道木属的植物。分布在台灣以及中国的福建、广东、云南、贵州、浙江、长江以南、广西、四川、江西、湖北、湖南等地，生长于海拔170米至1,500米的地区，多生在山地常见，目前尚未由人工引种栽培。夏天的时候会开白色花朵，花有香味。

## 异名
- Abelia chinensis R. Br. var. glabra X. B. Ye
- Abelia ionandra Hayata